# Pat McDonough
Ralph Patrick „Pat” McDonough (ur. 22 lipca 1961 w Long Beach) – amerykański kolarz torowy, srebrny medalista olimpijski.

## Kariera
Największy sukces w karierze Pat McDonough osiągnął w 1984 roku, kiedy reprezentacja USA w składzie: Dave Grylls, Steve Hegg, Pat McDonough i Leonard Nitz zdobyła srebrny medal w drużynowym wyścigu na dochodzenie podczas igrzysk olimpijskich w Los Angeles. Był to jedyny medal wywalczony przez McDonougha na międzynarodowej imprezie tej rangi oraz jego jedyny start olimpijski. Ponadto dwukrotnie zdobywał złote medale torowych mistrzostw USA - w latach 1981 i 1982 był najlepszy w drużynowym wyścigu na dochodzenie. Nigdy nie zdobył medalu na torowych mistrzostwach świata.
Jego brat Brian McDonough również był kolarzem.